# Lännafortet

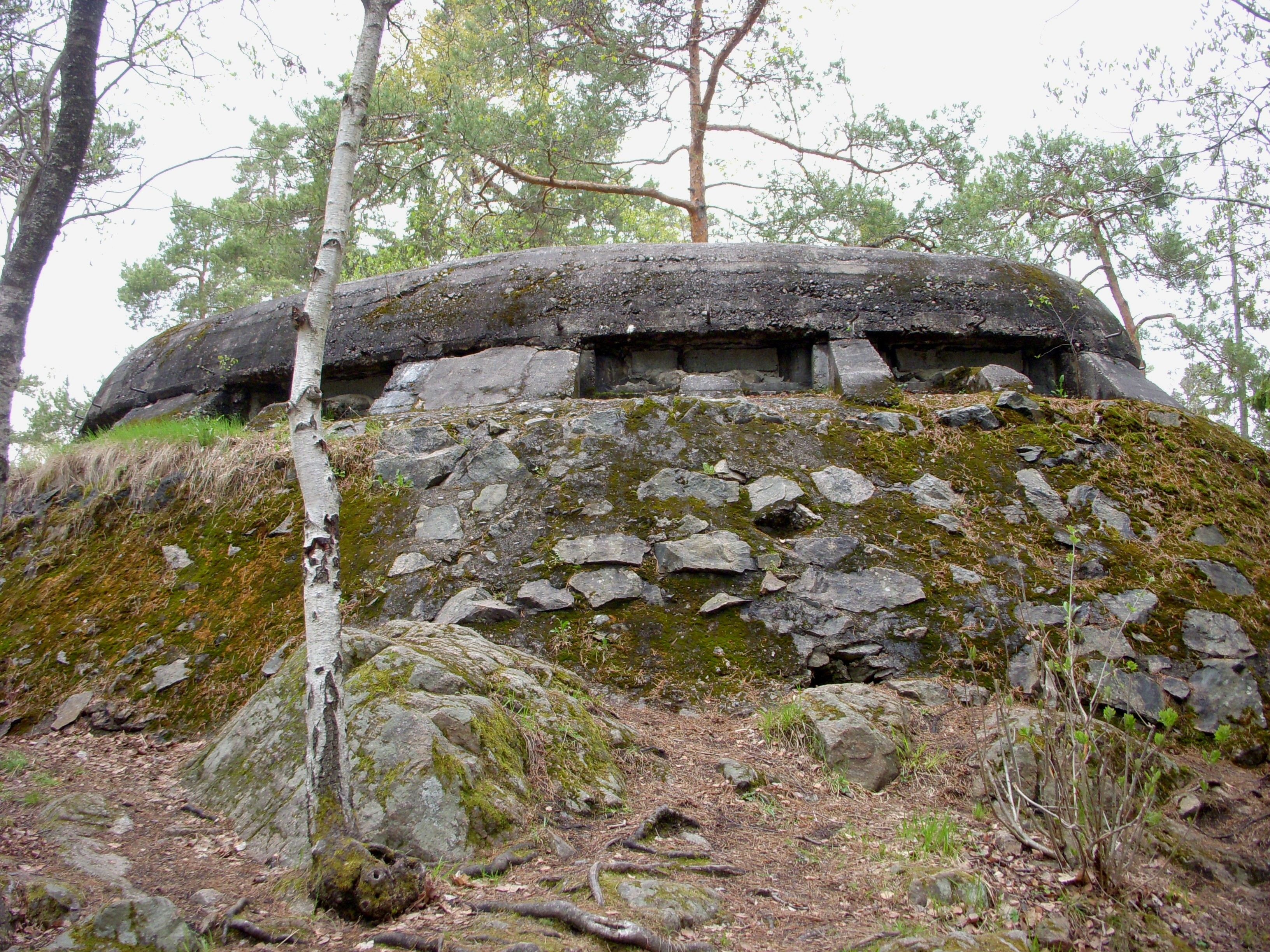
Lännafortet i maj 2011

Lännafortet var en försvarsanläggning som ligger på bergsbranten i sydvästra Skogås ovanför Gamla Nynäsvägen i Huddinge kommun. Fortet ingick i den Södra Fronten som anlades strax före och under första världskriget. 
Södra Fronten och Norra Fronten, även kallad Korvlinjen, var en viktig del av Stockholms fasta försvar. En av de välbevarade anläggningarna är Lännafortet som uppfördes åren1908-1909 och ingick i försvarsorganisationen fram till 1952.

## Bakgrund
Kring sekelskiftet 1900 kom ett nytt försvarspolitiskt tänkande då centralförsvaret avlöstes av ett gräns- och kustförsvar.
Man utnyttjade de sjösystem som omger Stockholm och säkrade passagerna mellan dem med ett 30-tal befästningar av varierande storlek. Försvarslinjen kallades på grund av sitt utseende för Korvlinjen. Bygget finansierades av privatpersoner som samlades i "Föreningen för Stockholms fasta försvar" och "Palmqvistska fonden till Stockholms befästande". Själva byggarbetena utfördes av militär, som stod under civil ledning. Sedan skänktes anläggningarna till militären. Försvarslinjen ingick i försvarsorganisationen fram till 1952. 
Befästningsanordningarna på land söder om Stockholm utgjordes huvudsakligen av skyttevärn och batteriplatser i en linje från Erstaviken i öst till Flottsbro i väst.

## Fortet
Anläggningen skulle täcka det så kallade Beatebergspasset, som sträcker sig mellan sjöarna Magelungen och Drevviken. I befästningslinjen ingick utöver Lännafortet bland annat Magelungsfortet och Sjötorpsfortet. Befästningen innehåller skyttegravar, artilleribatterier och skyttevärn. Beatebergspasset var den största anläggningen i Södra Fronten, den skulle bemannas med en styrka av cirka 3700 soldater, befäl, ordonnanser, sjukvårdspersonal och liknade. Dessa utgjordes huvudsakligen av infanterister från landstormen, det vill säga värnpliktiga äldre än 32 år, beväpnade med vanliga gevär.  Det var innan pansarfordon var påtänkta, när kulsprutor fortfarande var ovanliga och flyganfall ett okänt begrepp. 
Lännafortet sträcker sig som en lång korv genom landskapet och här förstår man även varifrån uttrycket “Korvlinjen” hade sitt namn. Idag är bygget igenväxt och nerklottrat, delar av skyttevärnet utgör numera stödmurar till höghusbebyggelsen i sydvästra Skogås.

## Bilder

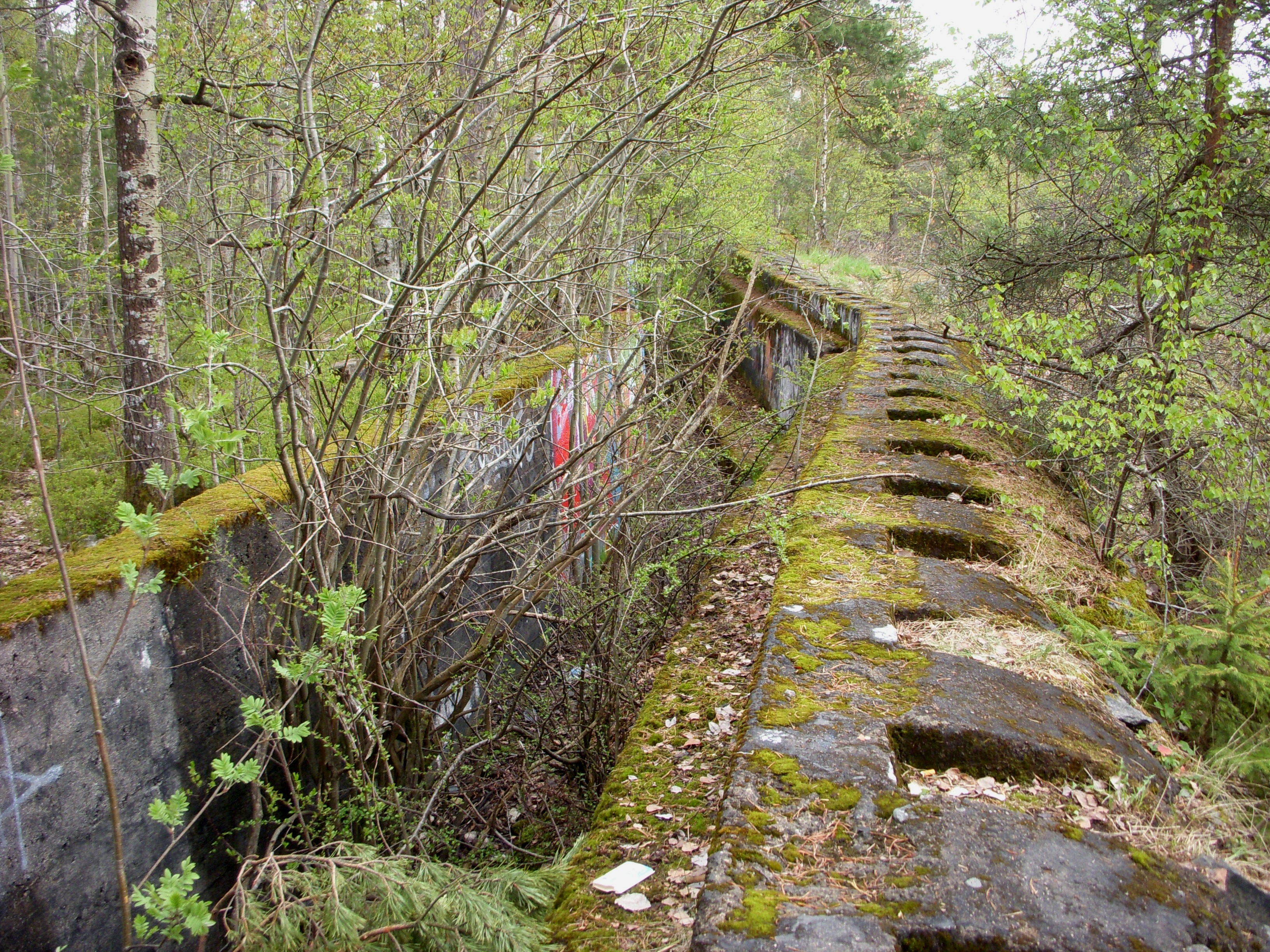
Lännafortet, skyttegrav
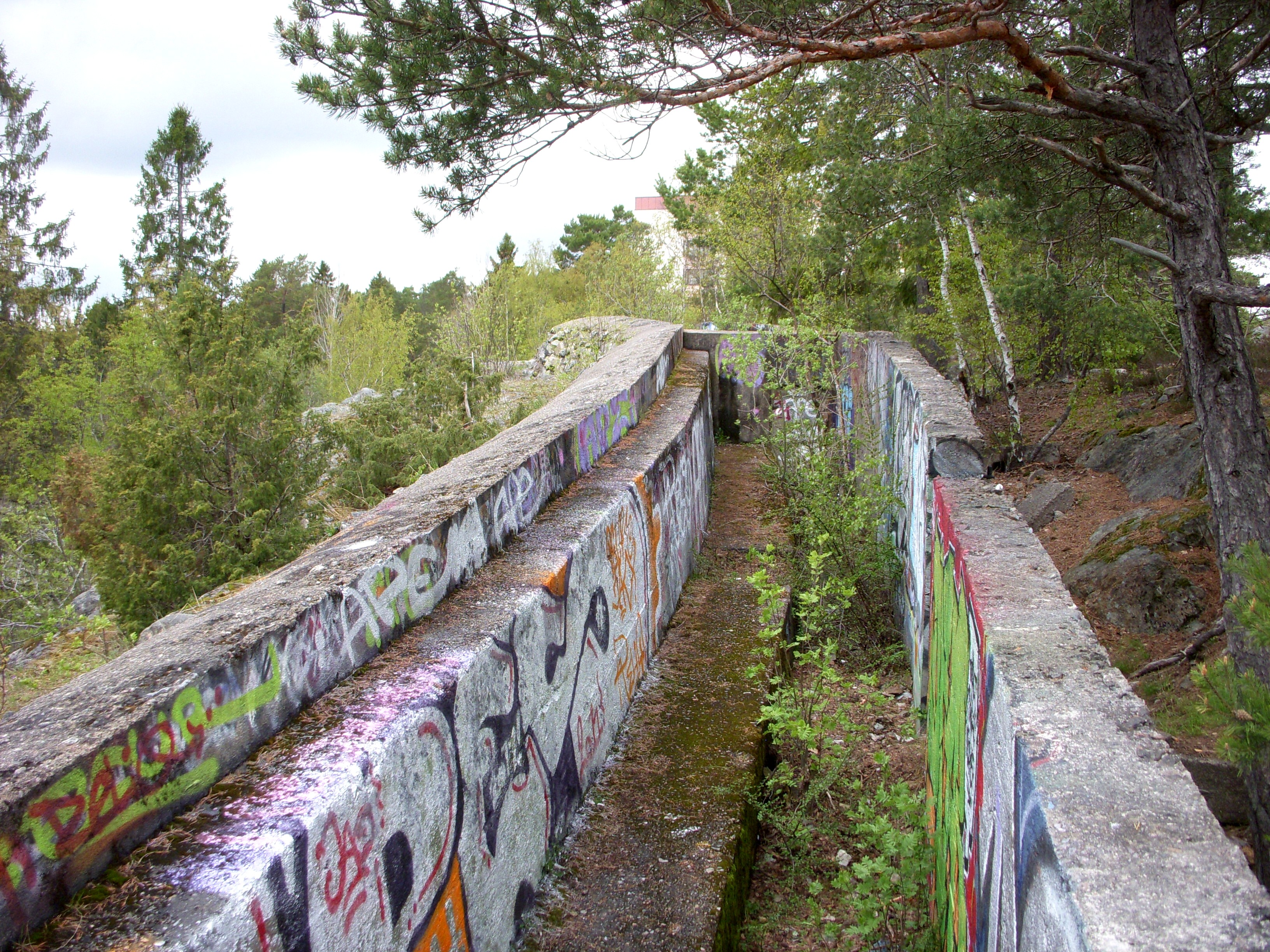
Lännafortet, skyttegrav
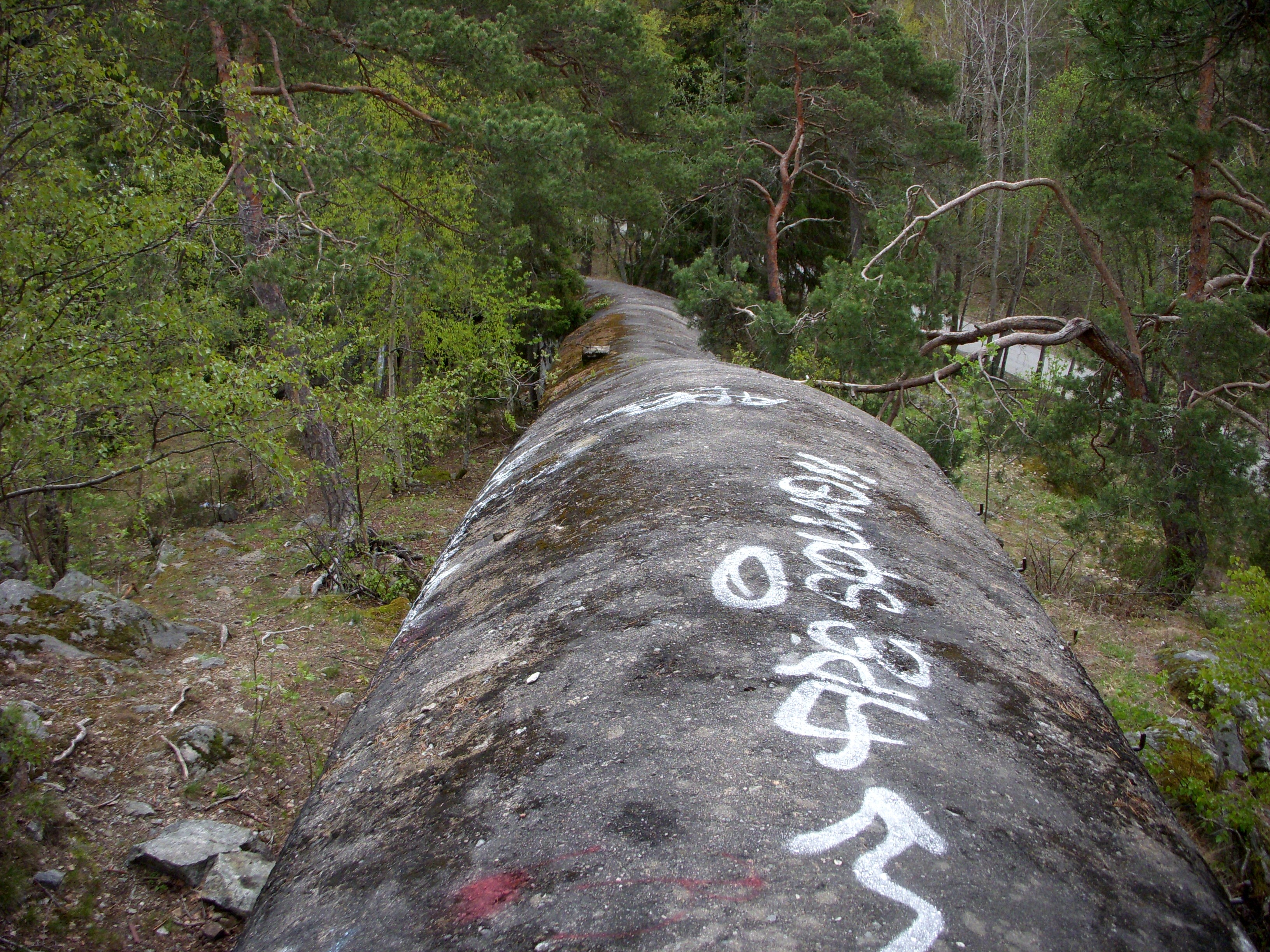
Lännafortet, "Korvlinjen"
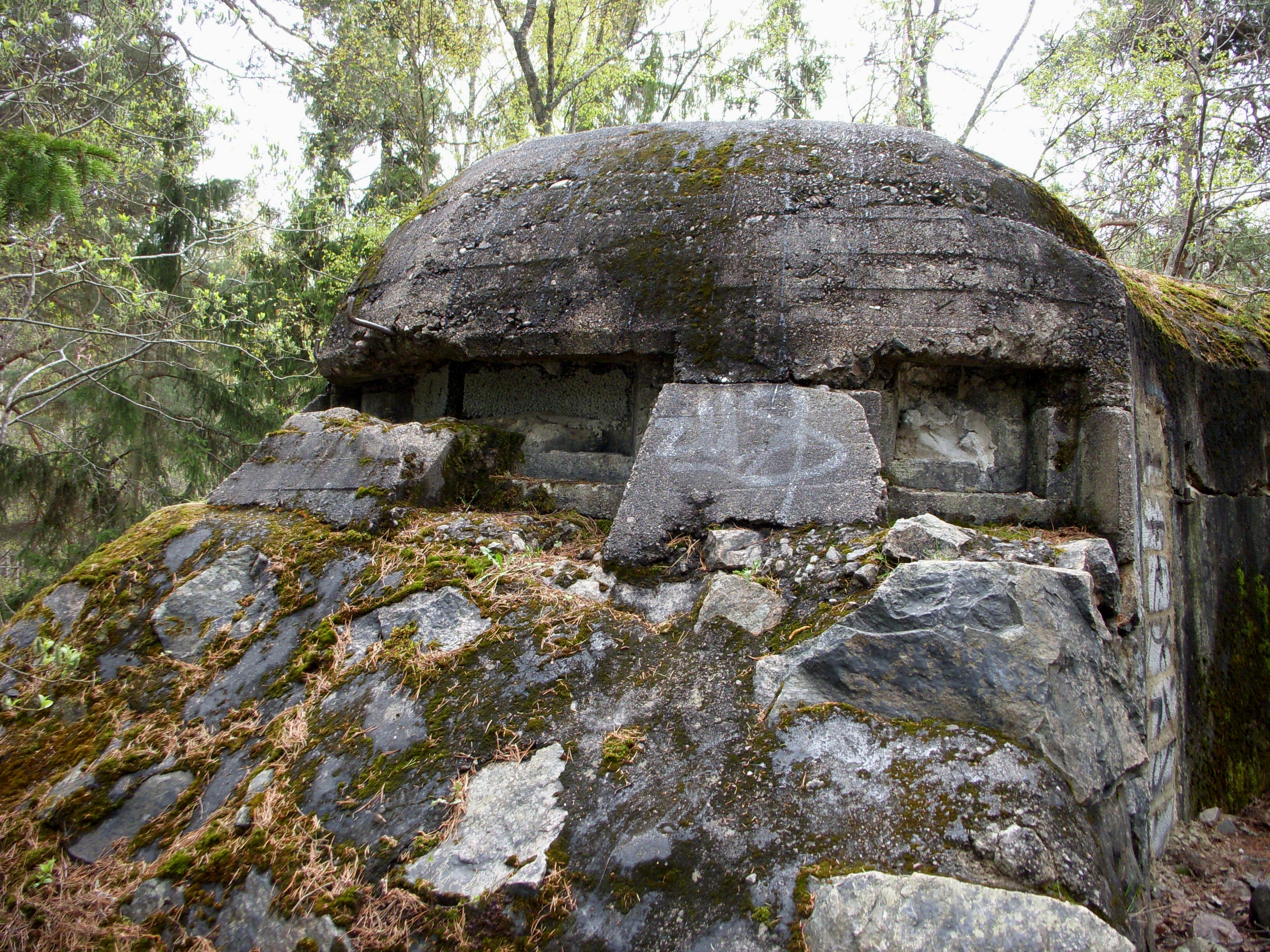
Lännafortet, skottgluggar